# Grand Prix automobile du Japon 2016
GP précédent GP suivant
Le Grand Prix automobile du Japon 2016 (2016  Formula 1 Emirates Japanese Grand Prix), disputé le 9 octobre 2016 sur le circuit de Suzuka, est la 952e épreuve du championnat du monde de Formule 1 courue depuis 1950. Il s'agit de la trente-deuxième édition du Grand Prix du Japon comptant pour le championnat du monde de Formule 1, la vingt-huitième disputée à Suzuka et de la dix-septième manche du championnat 2016.
Meilleur temps de toutes les séances d'essais avec, à chaque fois, une faible avance sur Lewis Hamilton, Nico Rosberg doit attendre sa deuxième tentative, dans la troisième phase des qualifications, pour obtenir sa troisième pole position consécutive et atteindre le chiffre rond de trente départs en tête dans sa carrière. Distancé par son coéquipier sur son premier temps en Q3, il le bat de treize millièmes de seconde sous le drapeau à damier. Du Grand Prix du Japon 2015 à celui-ci, Mercedes a toujours placé au moins un pilote en première ligne, soit vingt-trois fois consécutivement. Les écarts entre les six premiers sur la grille de départ sont particulièrement faibles ; les Ferrari de Kimi Räikkönen et de Sebastian Vettel devancent les Red Bul de Max Verstappen et de Daniel Ricciardo mais Vettel, auteur du quatrième temps, est pénalisé d'un recul de trois places pour avoir causé l'accident du premier virage du Grand Prix précédent. Räikkönen subit quant à lui aussi un recul de cinq places pour changement de sa boîte de vitesses après les qualifications. En conséquence, la deuxième ligne est composée de Verstappen et Ricciardo et la troisième de  Sergio Pérez, auteur du septième temps, et de Vettel. Räikkönen s'élance en quatrième ligne, au côté de Romain Grosjean qui, en se hissant à la huitième place, réalise la meilleure qualification de Haas F1 Team depuis ses débuts.
Mercedes Grand Prix remporte son troisième titre mondial des constructeurs consécutif à l'issue de cinquante-trois tours de course entièrement dominés par Nico Rosberg qui fait un pas de plus vers un premier sacre chez les pilotes en obtenant sa neuvième victoire de la saison, la vingt-troisième de sa carrière. Comme souvent entre les deux pilotes des Flèches d'Argent, désormais seuls en lice pour la couronne 2016, tout se joue au départ : alors que Lewis Hamilton rate son envol et perd sept places, Rosberg maîtrise sa procédure de démarrage et contrôle la course de bout en bout. Deuxième au premier virage, Max Verstappen termine à la même place, comme la semaine précédente en  Malaisie. Hamilton, après une remontée pour tenter de limiter l'écart sur son rival au championnat du monde, obtient, en se classant troisième, le centième podium de sa carrière, tentant même en fin de course, mais sans succès, de dépasser Verstappen pour les 18 points de la deuxième place. Les pilotes Ferrari, tous deux pénalisés sur la grille de départ, terminent quatrième (Vettel auteur du meilleur tour en course dans sa trente-sixième boucle, et éphémère leader durant cinq tours) et cinquième (Räikkonen). Daniel Ricciardo prend la sixième place ; suivent dans les points, les Force India de Sergio Pérez et Nico Hülkenberg et les Williams de Felipe Massa et Valtteri Bottas. Aucun des vingt-deux pilotes en course n'a abandonné. 
Rosberg, avec 313 points, porte son avance à trente-trois points sur Hamilton (280 points). Ricciardo reste troisième (212 points) devant Räikkönen (170 points) alors que Verstappen est cinquième, à égalité de points avec Vettel (165 points). Ils devancent Bottas (81 points), Pérez (80 points) et Hülkenberg (54 points). Mercedes, avec 593 points, ne peut plus être battu et remporte son troisième titre mondial consécutif des constructeurs, Red Bull Racing suit avec 385 points devant la Scuderia Ferrari, troisième avec 335 points ; suivent Force India (134 points), Williams (124 points), McLaren (62 points), Scuderia Toro Rosso (47 points), Haas (28 points), Renault (8 points) et Manor (1 point).

## Pneus disponibles
| Pneus pour piste sèche | Pneus pour piste sèche | Pneus pour piste sèche | Pneus pluie    | Pneus pluie |
| ---------------------- | ---------------------- | ---------------------- | -------------- | ----------- |
| Tendres                | Medium                 | Durs                   | Intermédiaires | Pluie       |

## Essais libres

### Première séance, le vendredi de 10 h à 11 h 30
| Pos. | Pilote           | Voiture            | Chrono         | Écart     |
| ---- | ---------------- | ------------------ | -------------- | --------- |
| 1    | Nico Rosberg     | Mercedes           | 1 min 32 s 431 |           |
| 2    | Lewis Hamilton   | Mercedes           | 1 min 32 s 646 | + 0 s 215 |
| 3    | Sebastian Vettel | Ferrari            | 1 min 33 s 525 | + 1 s 094 |
| 4    | Kimi Räikkönen   | Ferrari            | 1 min 33 s 817 | + 1 s 386 |
| 5    | Daniel Ricciardo | Red Bull-TAG Heuer | 1 min 34 s 112 | + 1 s 681 |
| 6    | Max Verstappen   | Red Bull-TAG Heuer | 1 min 34 s 379 | + 1 s 948 |

### Deuxième séance, le vendredi de 14 h à 15 h 30
| Pos. | Pilote           | Voiture              | Chrono         | Écart     |
| ---- | ---------------- | -------------------- | -------------- | --------- |
| 1    | Nico Rosberg     | Mercedes             | 1 min 32 s 250 |           |
| 2    | Lewis Hamilton   | Mercedes             | 1 min 32 s 322 | + 0 s 072 |
| 3    | Kimi Räikkönen   | Ferrari              | 1 min 32 s 573 | + 0 s 323 |
| 4    | Max Verstappen   | Red Bull-TAG Heuer   | 1 min 33 s 061 | + 0 s 811 |
| 5    | Sebastian Vettel | Ferrari              | 1 min 33 s 103 | + 0 s 853 |
| 6    | Sergio Pérez     | Force India-Mercedes | 1 min 33 s 570 | + 1 s 320 |

### Troisième séance, le samedi de 12 h à 13 h
| Pos. | Pilote           | Voiture            | Chrono         | Écart     |
| ---- | ---------------- | ------------------ | -------------- | --------- |
| 1    | Nico Rosberg     | Mercedes           | 1 min 32 s 092 |           |
| 2    | Daniel Ricciardo | Red Bull-TAG Heuer | 1 min 32 s 394 | + 0 s 302 |
| 3    | Sebastian Vettel | Ferrari            | 1 min 32 s 731 | + 0 s 639 |
| 4    | Max Verstappen   | Red Bull-TAG Heuer | 1 min 32 s 784 | + 0 s 692 |
| 5    | Kimi Räikkönen   | Ferrari            | 1 min 33 s 011 | + 0 s 919 |
| 6    | Felipe Massa     | Williams-Mercedes  | 1 min 33 s 271 | + 1 s 179 |

## Séance de qualifications

### Résultats des qualifications
| Pos.                                                                                      | Pilote            | Écurie               | Qualifications 1 | Qualifications 2 | Qualifications 3 |
| ----------------------------------------------------------------------------------------- | ----------------- | -------------------- | ---------------- | ---------------- | ---------------- |
| 1                                                                                         | Nico Rosberg      | Mercedes             | 1 min 31 s 858   | 1 min 30 s 714   | 1 min 30 s 647   |
| 2                                                                                         | Lewis Hamilton    | Mercedes             | 1 min 32 s 218   | 1 min 31 s 129   | 1 min 30 s 660   |
| 3                                                                                         | Kimi Räikkönen    | Ferrari              | 1 min 31 s 674   | 1 min 31 s 406   | 1 min 30 s 949   |
| 4                                                                                         | Sebastian Vettel  | Ferrari              | 1 min 31 s 659   | 1 min 31 s 227   | 1 min 31 s 028   |
| 5                                                                                         | Max Verstappen    | Red Bull-TAG Heuer   | 1 min 32 s 487   | 1 min 31 s 489   | 1 min 31 s 178   |
| 6                                                                                         | Daniel Ricciardo  | Red Bull-TAG Heuer   | 1 min 32 s 538   | 1 min 31 s 719   | 1 min 31 s 240   |
| 7                                                                                         | Sergio Pérez      | Force India-Mercedes | 1 min 32 s 682   | 1 min 32 s 237   | 1 min 31 s 961   |
| 8                                                                                         | Romain Grosjean   | Haas-Ferrari         | 1 min 32 s 458   | 1 min 32 s 176   | 1 min 31 s 961   |
| 9                                                                                         | Nico Hülkenberg   | Force India-Mercedes | 1 min 32 s 448   | 1 min 32 s 200   | 1 min 32 s 142   |
| 10                                                                                        | Esteban Gutiérrez | Haas-Ferrari         | 1 min 32 s 620   | 1 min 32 s 155   | 1 min 32 s 547   |
| 11                                                                                        | Valtteri Bottas   | Williams-Mercedes    | 1 min 32 s 383   | 1 min 32 s 315   |                  |
| 12                                                                                        | Felipe Massa      | Williams-Mercedes    | 1 min 32 s 562   | 1 min 32 s 380   |                  |
| 13                                                                                        | Daniil Kvyat      | Toro Rosso-Ferrari   | 1 min 32 s 645   | 1 min 32 s 623   |                  |
| 14                                                                                        | Carlos Sainz Jr.  | Toro Rosso-Ferrari   | 1 min 32 s 789   | 1 min 32 s 685   |                  |
| 15                                                                                        | Fernando Alonso   | McLaren-Honda        | 1 min 32 s 819   | 1 min 32 s 689   |                  |
| 16                                                                                        | Jolyon Palmer     | Renault              | 1 min 32 s 796   | 1 min 32 s 807   |                  |
| 17                                                                                        | Jenson Button     | McLaren-Honda        | 1 min 32 s 851   |                  |                  |
| 18                                                                                        | Kevin Magnussen   | Renault              | 1 min 33 s 023   |                  |                  |
| 19                                                                                        | Marcus Ericsson   | Sauber-Ferrari       | 1 min 33 s 222   |                  |                  |
| 20                                                                                        | Felipe Nasr       | Sauber-Ferrari       | 1 min 33 s 332   |                  |                  |
| 21                                                                                        | Esteban Ocon      | Manor-Mercedes       | 1 min 33 s 353   |                  |                  |
| 22                                                                                        | Pascal Wehrlein   | Manor-Mercedes       | 1 min 33 s 561   |                  |                  |
| Temps minimal à réaliser pour la qualification : 1 min 38 s 075 (107 % de 1 min 31 s 659) |                   |                      |                  |                  |                  |

### Grille de départ du Grand Prix
- Kimi Räikkönen, auteur du troisième temps des qualifications, est pénalisé d'un recul de cinq places sur la grille de départ, pour changement de boîte de vitesses après les qualifications ; il s'élance de la huitième place[5] ;
- Sebastian Vettel, auteur du quatrième temps des qualifications, est pénalisé d'un recul de 3 places sur la grille de départ pour avoir provoqué un accrochage lors du Grand Prix précédent ; grâce à la pénalité de Raïkkönen, il s'élance de la sixième place[6] ;
- Jenson Button, auteur du dix-septième temps des qualifications, part du dernier rang après avoir été pénalisé d'un recul de 35 places pour changements de nombreux composants de son bloc propulseur[7] ;
- Pascal Wehrlein, auteur du vingt-deuxième temps des qualifications, est pénalisé d'un recul de 5 places sur la grille de départ après le changement de sa boîte de vitesses ; il s'élance finalement de la vingt-et-unième place après la pénalisation de Button[8].

## Course

### Classement de la course
| Pos. | no | Pilote            | Écurie               | Tours | Temps/Abandon                      | Grille | Points |
| ---- | -- | ----------------- | -------------------- | ----- | ---------------------------------- | ------ | ------ |
| 1    | 6  | Nico Rosberg      | Mercedes             | 53    | 1 h 26 min 43 s 333 (212,728 km/h) | 1      | 25     |
| 2    | 33 | Max Verstappen    | Red Bull-TAG Heuer   | 53    | + 4 s 978                          | 3      | 18     |
| 3    | 44 | Lewis Hamilton    | Mercedes             | 53    | + 5 s 776                          | 2      | 15     |
| 4    | 5  | Sebastian Vettel  | Ferrari              | 53    | + 20 s 269                         | 6      | 12     |
| 5    | 7  | Kimi Räikkönen    | Ferrari              | 53    | + 28 s 370                         | 8      | 10     |
| 6    | 3  | Daniel Ricciardo  | Red Bull-TAG Heuer   | 53    | + 33 s 941                         | 4      | 8      |
| 7    | 11 | Sergio Pérez      | Force India-Mercedes | 53    | + 57 s 495                         | 5      | 6      |
| 8    | 27 | Nico Hülkenberg   | Force India-Mercedes | 53    | + 59 s 177                         | 9      | 4      |
| 9    | 19 | Felipe Massa      | Williams-Mercedes    | 53    | + 1 min 37 s 763                   | 12     | 2      |
| 10   | 77 | Valtteri Bottas   | Williams-Mercedes    | 53    | + 1 min 38 s 323                   | 11     | 1      |
| 11   | 8  | Romain Grosjean   | Haas-Ferrari         | 53    | + 1 min 39 s 254                   | 7      |        |
| 12   | 30 | Jolyon Palmer     | Renault              | 52    | + 1 tour                           | 16     |        |
| 13   | 26 | Daniil Kvyat      | Toro Rosso-Ferrari   | 52    | + 1 tour                           | 13     |        |
| 14   | 20 | Kevin Magnussen   | Renault              | 52    | + 1 tour                           | 17     |        |
| 15   | 9  | Marcus Ericsson   | Sauber-Ferrari       | 52    | + 1 tour                           | 18     |        |
| 16   | 14 | Fernando Alonso   | McLaren-Honda        | 52    | + 1 tour                           | 15     |        |
| 17   | 55 | Carlos Sainz Jr.  | Toro Rosso-Ferrari   | 52    | + 1 tour                           | 14     |        |
| 18   | 22 | Jenson Button     | McLaren-Honda        | 52    | + 1 tour                           | 22     |        |
| 19   | 12 | Felipe Nasr       | Sauber-Ferrari       | 52    | + 1 tour                           | 19     |        |
| 20   | 21 | Esteban Gutiérrez | Haas-Ferrari         | 52    | + 1 tour                           | 10     |        |
| 21   | 31 | Esteban Ocon      | Manor-Mercedes       | 52    | + 1 tour                           | 20     |        |
| 22   | 94 | Pascal Wehrlein   | Manor-Mercedes       | 52    | + 1 tour                           | 21     |        |

### Pole position et record du tour
- Pole position :  Nico Rosberg (Mercedes) en 1 min 30 s 647 (230,622 km/h)[10].
- Meilleur tour en course :    Sebastian Vettel (Ferrari) en 1 min 35 s 118 (219,782 km/h) au trente-sixième tour[11].

### Tours en tête
- Nico Rosberg : 48 tours  (1-29 / 35-53)[12]
- Sebastian Vettel : 5 tours (30-34)

## Classements généraux à l'issue de la course
| Pos. | Pilote            | Écurie               | Points |
| ---- | ----------------- | -------------------- | ------ |
| 1er  | Nico Rosberg      | Mercedes             | 313    |
| 2    | Lewis Hamilton    | Mercedes             | 280    |
| 3    | Daniel Ricciardo  | Red Bull-TAG Heuer   | 212    |
| 4    | Kimi Räikkönen    | Ferrari              | 170    |
| 5    | Max Verstappen    | Red Bull-TAG Heuer   | 165    |
| 6    | Sebastian Vettel  | Ferrari              | 165    |
| 7    | Valtteri Bottas   | Williams-Mercedes    | 81     |
| 8    | Sergio Pérez      | Force India-Mercedes | 80     |
| 9    | Nico Hülkenberg   | Force India-Mercedes | 54     |
| 10   | Felipe Massa      | Williams-Mercedes    | 43     |
| 11   | Fernando Alonso   | McLaren-Honda        | 42     |
| 12   | Carlos Sainz Jr.  | Toro Rosso-Ferrari   | 30     |
| 13   | Romain Grosjean   | Haas-Ferrari         | 28     |
| 14   | Daniil Kvyat      | Toro Rosso-Ferrari   | 25     |
| 15   | Jenson Button     | McLaren-Honda        | 19     |
| 16   | Kevin Magnussen   | Renault              | 7      |
| 17   | Stoffel Vandoorne | McLaren-Honda        | 1      |
| 18   | Pascal Wehrlein   | Manor-Mercedes       | 1      |
| 18   | Jolyon Palmer     | Renault              | 1      |

| Pos.     | Écurie               | Points |
| -------- | -------------------- | ------ |
| Champion | Mercedes             | 593    |
| 2        | Red Bull-TAG Heuer   | 385    |
| 3        | Ferrari              | 335    |
| 4        | Force India-Mercedes | 134    |
| 5        | Williams-Mercedes    | 124    |
| 6        | McLaren-Honda        | 62     |
| 7        | Toro Rosso-Ferrari   | 47     |
| 8        | Haas-Ferrari         | 28     |
| 9        | Renault              | 8      |
| 10       | Manor-Mercedes       | 1      |

## Statistiques

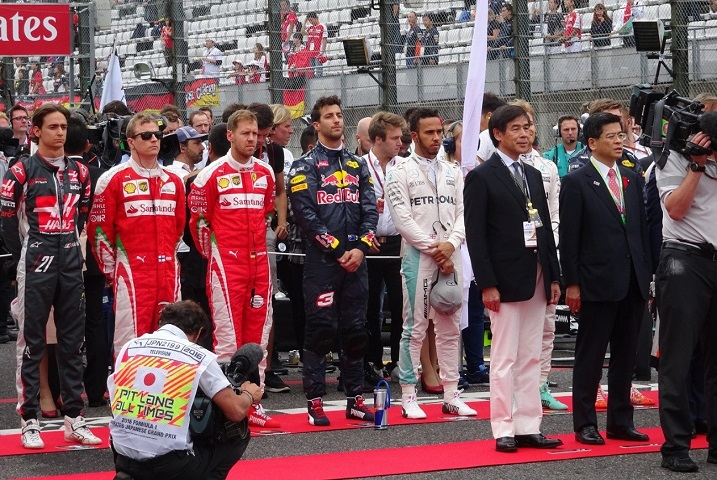
Les pilotes durant l'hymne national avant le départ.

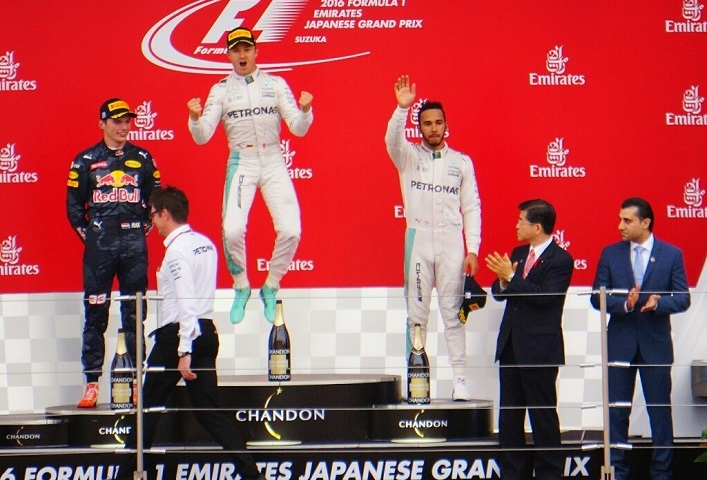
Nico Rosberg fêtant sa victoire sur le podium.

Le Grand Prix du Japon 2016 représente :
- la 30e et dernière pole position de Nico Rosberg[15] ;
- la 23e et dernière victoire de Nico Rosberg[16] ;
- la 60e victoire de Mercedes en tant que constructeur[17] ;
- la 146e victoire de Mercedes en tant que motoriste[18] ;
- le 100e podium de Lewis Hamilton ; le Britannique est le troisième pilote à atteindre ce cap avec Alain Prost (106 podiums) et Michael Schumacher (155 podiums)[19],[20].

Au cours de ce Grand Prix :
- Mercedes Grand Prix remporte son troisième titre de champion du monde des constructeurs[21] ;
- Nico Rosberg passe la barre des 1500 points inscrits en Formule 1 (1522,5 points)[22] ;
- Max Verstappen passe la barre des 200 points inscrits en Formule 1 (214 points)[23] ;
- Max Verstappen est élu « Pilote du jour » lors d'un vote organisé sur le site officiel de la Formule 1[24] ;
- Emanuele Pirro (37 départs en Grands Prix de Formule 1, 3 points inscrits entre 1989 et 1991 et quintuple vainqueur des 24 Heures du Mans en 2000, 2001, 2002, 2006 et 2007) est nommé conseiller pour aider dans leurs jugements le groupe des commissaires de course par la FIA[25].